# Nephelodes adusta
Nephelodes adusta là một loài bướm đêm trong họ Noctuidae.